# ناحیه فورست هوم، میشیگان
ناحیه فورست هوم (به انگلیسی: Forest Home Township) یک منطقهٔ مسکونی در ایالات متحده آمریکا است که در شهرستان انتریم، میشیگان واقع شده‌است.
 ناحیه فورست هوم ۸۶٫۸ کیلومتر مربع مساحت و ۱٬۷۲۰ نفر جمعیت دارد و ۱۸۰ متر بالاتر از سطح دریا واقع شده‌است.